# Кетлін Старк
Кетлін Старк, до шлюбу Таллі — персонажка романів американського письменника-фантаста Джорджа Р. Р. Мартіна з циклу «Пісня Льоду та Вогню». Центральний персонаж у книгах «Гра престолів» (1996), «Битва королів» (1998) і «Буря мечів» (2000). У книгах «Бенкет стерв'ятників» (2005) та «Вітру зими» з'являється під ім'ям Безсердечна.

### Гра Престолів
Кетлін Таллі народилася в Ріверрані в Річкових Землях у сім'ї верховного лорда Тризуба Гостера Таллі. Після смерті матері фактично виконувала обов'язки леді Ріверрана, успішно впоравшись з ними. У віці 12 років Кетлін була заручена з Брандоном Старком — старшим сином лорда Вінтерфелла і Оберігача Півночі Рікарда Старка.
В неї був закоханий вихованець її батька, Петір Бейліш, на прізвисько Мізинець, який був родом з Перстів Долини Аррен. Він навіть викликав на поєдинок її нареченого, спадкоємця Півночі Брандона Старка, але в поєдинку зазнав передбачувану поразку. Брандон був за кілька днів до весілля страчений Ейрісом II Божевільним в Королівській Гавані, і Кетлін, відповідно до звичаю, стала дружиною його молодшого брата Еддарда Старка.
Шлюб був укладений поспішно, на початку повстання лорда Штормової Межі Роберта Баратеона, і Еддард провів з нареченою в Ріверрані не більше двох тижнів, перш ніж вирушити на війну. Тим не менш, Кетлін встигла завагітніти, і за час війни, яка розтягнулася більш ніж на рік, виносила і народила первістка — Робба Старка. Останній раз вона залишала Ріверран вже з немовлям на руках.
Після приходу до влади Роберта Баратеона Кетлін приїхала в Вінтерфелл з маленьким Роббі, і виявила, що Еддард привіз з півдня свого бастарда Джона Сноу, ровесника Робба, Едд знайшов для нього годувальницю і бажає ростити його разом зі своїми законними дітьми. Деякі служниці розповідали про зв'язок Еддарда з дорнійкой Ешарой Дейн, і Кетлін через два тижні набралася хоробрості запитати чоловіка про цю жінку. Еддард відреагував з несподіваною суворістю, і більше Кетлін цього питання йому не задавала. Кетлін так і не змогла полюбити Джона або бути до нього хоча б трохи поблажливіше; вона неодноразово просила вислати Джона з замку, але Еддард відповідав відмовою.
Крім Робба, Кетлін у шлюбі з Еддардом народила ще чотирьох дітей, кожен з яких, крім Арії, успадкував її риси особи і руде волосся. Мейстер Вінтерфелла Люмин приймав пологи Кетлін.
У день знахідки лютововків отримує звістку про смерть королівського Правиці Джона Аррена і приїзд короля, повідомляє про це чоловікові. Під час візиту короля Роберта Баратеона в Вінтерфелл переконала чоловіка прийняти пропозицію Роберта Баратеона стати Правицею (першим радником) короля (в серіалі була проти згоди на пропозицію Роберта Баратеона). Була присутня при отриманні листа від сестри, леді Орлиного Гнізда Лізи Аррен, звинувачує в загибелі попереднього Правиці Джона Аррена будинок Ланністерів.
Після від'їзду Еддарда в Королівську Гавань Кетлін залишається в Вінтерфеллі разом з синами. Вона також підняла питання про Джона Сноу: мейстер Люмин запропонував, щоб він вступив у Нічну Варту. Після падіння Брана не відходила від його ліжка. Її присутність врятувала життя Брану, коли найманий вбивця увійшов у відпочивальню — саме Кетлін змогла чинити опір. Лютововк Брана Літо загриз нападника, і врятував життя їй і своєму господареві. Отримала при нападі глибокі порізи кинджалом на обох руках.
Попрямувала з каштеляном Вінтерфелла Родріком Касселем в Королівську Гавань, щоб розповісти чоловікові про ймовірну вину в цьому будинку Ланністерів, для доказів привезла з собою кинджал. Хотіла залишитися непоміченою у столиці Семи Королівств, але шпигуни скопця Варіса її виявили та доставили до Петіра Бейліша. Петір розповідає, що кинджал раніше належав йому, але він його програв Тиріону Ланністеру. Бейліш організував зустріч Кетлін і Еддарда в міському борделі.
Нед Старк відправив дружину додому в Вінтерфелл і наказав готуватися до війни. На зворотному шляху в готелі на перехресті в Річкових Землях захопила в полон Тиріона Ланністера, який повертався з поїздки на Стіну. Кетлін хотіла доставити Тиріона в Вінтерфелл, але змінила своє рішення та зважилася поїхати в Долину Аррен. По дорозі їх атакували горяни Долини Аррен. Тиріон вбив двох з них, захищаючи Кетлін.
Ліза Аррен спочатку була обурена вчинком Кетлін, але після перекинула свій гнів на Тиріона. Лише втручання Кетлін врятувало Тиріона від страти, який згодом завдяки «суду богів», — поєдинку, врятував своє життя. Кетлін Старк запропонувала взяти на виховання племінника, але Ліза прийшла в лють. Кетлін виїхала з Долини Аррен, дісталася до Білої Гавані, де приєдналася до війська васала Старків лорда Вімана Мандерлі, який виступив, щоб приєднатися до війська Робба Старка.
Після смерті короля і арешту чоловіка давала поради своєму синові Роббу під час війни з будинком Ланністерів. Кетлін зустрілася з Роббі у фортеці Рів Кайлін. Підтримала його рішення виступити на південь, переконала його призначити командиром східної армії лорда Дредфорта Русе Болтона.
Від імені сина уклала договір з лордом Близнюків Уолдером Фреєм, що дав можливість пропустити армію Півночі в глиб Річкових Земель. Договір, передусім, включав те, що Робб повинен одружитися з однією з дочок лорда Фрея.
Була свідком битви в Шепочому Лісі, під час якої мешканці півночі полонили Джеймі Ланністера, який незадовго до цього обложив Ріверран. Від свого брата Едмура дізналася, що лорд Гостер хворий. Була присутня на нараді, де вирішилося майбутнє війни: лорди Півночі і річкові лорди проголосили Робба Старка королем Півночі і Тризуба.
Була послом до брата Роберта лорду Штормової Межі Ренлі Баратеону і стала свідком його загибелі перед битвою з його братом — лордом Драконячого Каменю Станнісом Баратеоном. Підозра впала на Кетлін і члена створеної Ренлі Баратеоном Райдужної Гвардії Брієнну Тарт, оскільки вони перебували в наметі під час смерті Ренлі. Вони обидві були змушені тікати. Після повернення, під час походу Робба на Західні Землі, звільнила з ув'язнення полоненого Джеймі Ланністера в обмін на клятву повернути їй її дочок: Сансу і Арію. Ще у свій час Еддард Старк привіз своїх дочок в Королівську Гавань, де Санса мусила стати дружиною сина Джеймі — Джофрі Баратеона. Супроводжувати Джеймі Ланністера було довірено Брієнні Тарт.

### Буря мечів
Заарештована за звільнення Джеймі Ланністера. На час арешту місцем ув'язнення вибрала кімнату Гостера Таллі, щоб доглядати за вмираючим батьком. Едмур Таллі повідомив їй про те, що Станніс Баратеон програв битву на Чорноводній, а на перехоплення Джеймі Ланністера був висланий Русе Болтон. Застала сварку з Фреями і їх військами, які покинули замок Ріверран.
Лорд Кархолда Рікард Карстарк оголосив вчинок Кетлін зрадою, але вона була прощена Роббі Старком та його соратниками. У відповідь була змушена пробачити його одруження на представниці васального по відношенню до Ланністерів роду Джейн Вестерлінг, через яку був порушений шлюбний договір з будинком Фреїв. Вона попередила Робба, що цей вчинок буде мати небезпечні наслідки. Через місяць Робб повідомив їй про весілля Санси з Тиріоном Ланністером. Кетлін попросила його укласти мирову угоду з Ланністерами, але отримала відмову.
Дізналася, що Вінтерфелл упав під натиском залізнонародженних і Бран з його молодшим братом Ріконом Старком мертві. Для відновлення угоди з Фреями під час ради в Ріверрані запропонувала своєму молодшому братові Едмуру укласти новий шлюбний договір, в дружини йому була запропонована дочка лорда Уолдера Рослин Фрей.
Вирушила на північ разом з Роббі і його армією. Кетлін наполягла на тому, щоб він залишив Джейн у Ріверрані. В Близнюках на весіллі Едмура Таллі і Рослин Фрей була присутня разом з Роббі в якості почесних гостей. Однією з перших запідозрила небезпеку і, схопивши Едвіна Фрея за сорочку, виявила під нею кольчугу. Вдарила його, тим самим подала знак до початку різанини. Бачила, як вбили Робба, після чого їй перерізав горло Раймунд Фрей. На момент смерті була впевнена, що всі її діти мертві (насправді помер тільки Робб Старк).
Тіло Кетлін роздягли догола і кинули в річку Тризуб, як і інші трупи. Арія Старк, яка в той час жила життям волоцюги в Річкових Землях, наснився вовчий сон, де вона, перебуваючи в тілі свого лютововка Німерії, витягла тіло Кетлін і охороняла його, доки не з'явилися члени Братства без Прапорів. Тіло Кетлін було відновлено лордом Беріком Дондарріоном силою божества Рглора. Вона приєдналася до Братства без Прапорів. Полонила Мерретта Фрея, щоб довести, що він брав участь у Червоному Весіллі у Близнюках. Перерізане горло не давало їй говорити, так як були пошкоджені зв'язки.
Більше розділів, написаних від імені Кетлін, не було.
З'явилися чутки про жінку на прізвисько «Безсердечна». Сер Хіль Хант розповідав Брієнні Тарт історію про те, що її повісили Фреї і Дондарріон її воскресив своїм поцілунком, тепер вона безсмертна.
Брієнна Тарт волею долі потрапила в полон до Безсердечної. Вона виявилася живим мерцем, який зберіг спогади про минуле життя. За словами жерця Тороса зі Світу, Кетлін була мертва три дні, коли Братство її знайшло. Мешканець Півночі Харвін впізнав її і просив Тороса воскресити її, але той відмовився. Замість нього це зробив лорд Берік, після чого помер. Безсердечна змогла розмовляти з Брієнною, затискаючи дірку в горлі рукою. Вона запропонувала Брієнні вибір «меч або зашморг»: або Брієнна повинна помститися Джеймі Ланністеру за порушення клятви, або буде повішена.

### Вітри зими
Ймовірно, Брієнна Тарт привела Джеймі Ланністера до повсталої з мертвих Кетлін Старк, яка мала намір помститися йому (мотивом для цього рішення було бажання Брієнни врятувати з зашморгу Подріка Пейна).

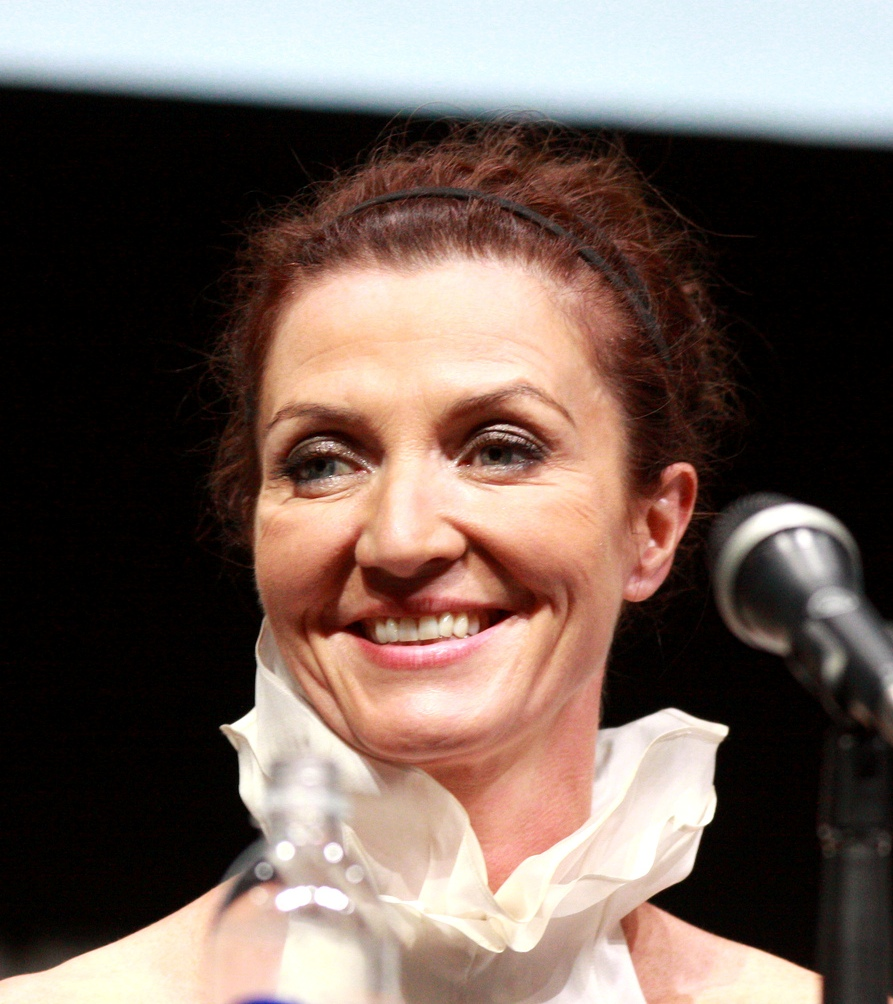
Акторка Мішель Фейрлі зіграла роль Кетлін Старк в серіалі

Роль Кетлін Старк в серіалі «Гра престолів» спочатку призначалася Дженніфер Ель, проте в підсумку її зіграла Мішель Фейрлі. Під час зйомок серіалу на ролі чоловіка Кетлін Еддарда Старка і їх старших дітей (включаючи Джона Сноу) підбиралися актори з північноанглійським акцентом, зокрема, у виконуючого роль Еддарда Шона Біна шеффілдський акцент. Однак, оскільки Кетлін за походженням не з Півночі, то у виконавиці цієї ролі не повинно було бути такого акценту.
Відсутність Кетлін Старк після загибелі на Червоному Весіллі, а саме після третього сезону серіалу, є однією з перших відмінностей серіалу від книги за заявою Джорджа Мартіна.

#### Відсутність Безсердечної в четвертому сезоні
Через популярність персонажа, багато фанатів книг були розчаровані тим, що Кетлін Старк не з'явилася в 10-й серії четвертого сезону телесеріалу «Гра престолів», оскільки її воскресив з мертвих Беррік Дондаріон у книжці «Буря мечів».
У п'ятому сезоні сюжетна лінія Братства Без Прапорів відсутня, Джеймі Ланністер вирушив в Дорн, а Брієнна Тарт вирушила в Вінтерфелл (у Річкові Землі вони обидва вирушили в шостому сезоні).

#### Відсутність Безсердечної у шостому сезоні
У 6-й серії 6-го сезону Бран Старк у видіннях минулого побачив смерть своєї матері на Червоному Весіллі. На початку червня 2016 року Джордж Мартін повідомив про те, що Безсердечної в серіалі не буде. Вона могла бути присутньою в серіалі, якби Джордж Мартін був залучений в написанні сценарію до 6-го сезону. Оскільки Берік Дондарріон залишився в живих на момент 6 сезону (на відміну від книжкової серії), тому Кетлін Старк мертва остаточно.

#### Відсутність Безсердечної в сьомому і восьмому сезонах
Оскільки Арія Старк в кінці 6 сезону прибула в Річкові Землі і вбила в Близнюках лорда Уолдера Фрея, Кульгавого Лотара Фрея і Чорного Уолдера Фрея, а також інших Фреїв на початку 7 сезону (помстившись тим самим за смерть свого брата своєї матері, своєї невістки і свого ненародженого племінника на Червоному Весіллі), отже їй дістається сюжетна лінія Безсердечної з книжкового циклу «Пісні льоду і полум'я». У 7 і 8 сезонах Безсердечна не з'являється внаслідок того, що за Червоне Весілля Фреям мстить її дочка Арія, а не Братство Без Прапорів, у якого в 6 сезоні інша мета — готуватися до бою з білими ходоками.
| Сезони                                             | 1 | 2 | 3 | 4 | 5 | 6 | 7 | 8 |
| -------------------------------------------------- | - | - | - | - | - | - | - | - |
| Кількість епізодів, в яких фігурувала Кетлін Старк | 9 | 8 | 8 | — | — | — | — | — |